# Шез (Горњи Пиринеји)
Шез (фр. Chèze) насеље је и општина у јужној Француској у региону Миди Пирене, у департману Горњи Пиринеји која припада префектури Аржеле Газо.
По подацима из 2011. године у општини је живело 51 становника, а густина насељености је износила 5,06 становника/km². Општина се простире на површини од 10,07 km². Налази се на средњој надморској висини од 730 метара (максималној 2.309 m, а минималној 520 m).

## Демографија
| 1962. | 1968. | 1975. | 1982. | 1990. | 1999. | 2011. |
| ----- | ----- | ----- | ----- | ----- | ----- | ----- |
| 49    | 53    | 56    | 57    | 47    | 46    | 51    |

График промене броја становника у току последњих година